# Чемпионат Европы по шорт-треку 2010
14-й чемпионат Европы по шорт-треку проходил с 22 по 24 января 2010 года в Дрезден, Германия.

## Призёры чемпионата

### Медальная таблица
*   Принимающая страна (Германия)
| Место          | Страна         | Золото | Серебро | Бронза | Всего |
| -------------- | -------------- | ------ | ------- | ------ | ----- |
| 1              | Италия         | 6      | 1       | 1      | 8     |
| 2              | Чехия          | 2      | 1       | 0      | 3     |
| 3              | Франция        | 1      | 3       | 2      | 6     |
| 4              | Германия*      | 1      | 1       | 0      | 2     |
| 5              | Великобритания | 0      | 2       | 2      | 4     |
| 6              | Венгрия        | 0      | 1       | 1      | 2     |
| 7              | Россия         | 0      | 1       | 0      | 1     |
| 8              | Нидерланды     | 0      | 0       | 3      | 3     |
| 9              | Болгария       | 0      | 0       | 1      | 1     |
| Всего стран: 9 | Всего стран: 9 | 10     | 10      | 10     | 30    |

Медали за дистанцию 3000 метров не вручались.

### Мужчины
| Дистанция            | Золото                                                                                      | Золото    | Серебро                                                                                  | Серебро   | Бронза                                                                           | Бронза   |
| -------------------- | ------------------------------------------------------------------------------------------- | --------- | ---------------------------------------------------------------------------------------- | --------- | -------------------------------------------------------------------------------- | -------- |
| 500 метров           | Максим Шатенье                                                                              | 46.841    | Джон Или                                                                                 | 46.957    | Никола Родигари                                                                  | 1:07.883 |
| 1000 метров          | Никола Родигари                                                                             | 1:27.815  | Тибо Фоконне                                                                             | 1:27.929  | Нилс Керстхолт                                                                   | 1:28.689 |
| 1500 метров          | Никола Родигари                                                                             | 2:15.682  | Тибо Фоконне                                                                             | 2:15.857  | Нилс Керстхолт                                                                   | 2:15.989 |
| 3000 метров          | Тибо Фоконне                                                                                | 4:49.585  | Никола Родигари                                                                          | 4:50.078  | Юрий Конфортола                                                                  | 4:50.127 |
| 5000 метров эстафета | Италия · Николас Бин · Юрий Конфортола · Никола Родигари · Роберто Серра · Клаудио Ринальди | 6:45.195  | Германия · Тайсон Хён · Себастьян Праус · Пауль Херрман · Роберт Беккер · Роберт Зайферт | 6:45.256  | Великобритания · Джон Или · Пол Уорт · Джек Уэлборн · Том Айвсон · Энтони Дуглас | 6:47.691 |
| Общая квалификация   | Никола Родигари                                                                             | 102 очка. | Тибо Фоконне                                                                             | 76 очков. | Максим Шатенье                                                                   | 42 очка. |

### Женщины
| Дистанция            | Золото                                                                | Золото    | Серебро                                                                       | Серебро   | Бронза                                                                                          | Бронза   |
| -------------------- | --------------------------------------------------------------------- | --------- | ----------------------------------------------------------------------------- | --------- | ----------------------------------------------------------------------------------------------- | -------- |
| 500 метров           | Арианна Фонтана                                                       | 43.877    | Катержина Новотна                                                             | 43.945    | Эрика Хусар                                                                                     | 44.088   |
| 1000 метров          | Катержина Новотна                                                     | 1:33.897  | Бернадетт Хеидум                                                              | 1:34.316  | Вероник Пьеррон                                                                                 | 1:34.347 |
| 1500 метров          | Арианна Фонтана                                                       | 2:23.946  | Элиз Кристи                                                                   | 2:24.042  | Евгения Раданова                                                                                | 2:24.120 |
| 3000 метров          | Катержина Новотна                                                     | 5:13.484  | Элиз Кристи                                                                   | 5:14.007  | Арианна Фонтана                                                                                 | 5:14.317 |
| 3000 метров эстафета | Германия · Бианка Вальтер · Кристин Прибст · Айка Кляйн · Юлия Ридель | 4:15.979  | Россия · Нина Евтеева · Валерия Потемкина · Екатерина Белова · Ольга Белякова | 4:16.516  | Нидерланды · Санне ван Керкхоф · Аннита ван Дорн · Йорин тер Морс · Майке Вос · Лисбет Мау Асам | 4:18.263 |
| Общая квалификация   | Катержина Новотна                                                     | 89 очков. | Арианна Фонтана                                                               | 86 очков. | Элиз Кристи                                                                                     | 42 очка. |